# Thomas Battenstein

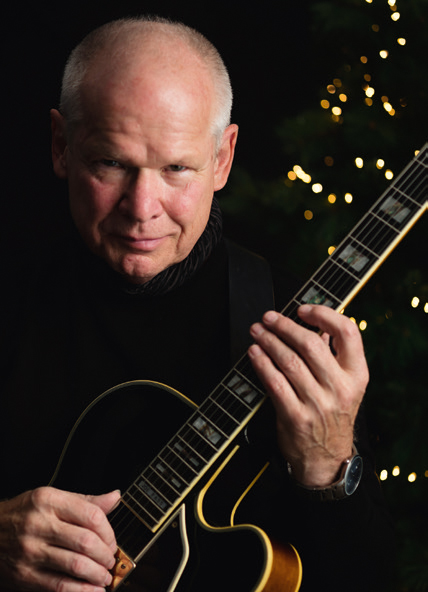
Thomas Battenstein

Thomas Battenstein (* 18. Februar 1951 in Düsseldorf; † 6. Juni 2023) war ein deutscher Gitarrist und Musikproduzent.

## Leben und Wirken
Battenstein begann im Alter von 16 Jahren Gitarre zu spielen. Während seines Grafikdesign-Studiums und als Kunstakademie-Student wurden die musikalischen Ambitionen so groß, dass sich parallel ein sechs Jahre währender klassischer Gitarrenunterricht anschloss. Seit 1976 war Battenstein als professioneller Musiker und Gitarrenlehrer tätig.
1974 wurde die Politrockband M.E.K BILK gegründet, in der Battenstein bis 1979 spielte (bundesweit ca. 250 Live-Auftritte) und ein Album veröffentlichte. Von 1980 bis zur Auflösung 1986 spielte Battenstein mit der Formation NOX NOX Poprock. Die Gruppe absolvierte ungefähr 200 Auftritte, unter anderem in den ARD-Sendungen WWF Club, Plattenküche, Bananas und Känguru.
1991 erfolgte die Gründung seines Verlagslabels TOMTE MUSIC. Unter diesem Label realisierte Battenstein bis 2017 insgesamt 20 Produktionen und Veröffentlichungen, überwiegend im Bereich der instrumentalen Gitarrenmusik zwischen Rock, Latin und Jazz.
2014 veröffentlichte Battenstein My Christmas Grooves mit 20 nationalen und internationalen Weihnachtsklassikern und zwei Eigenkompositionen. Im September 2017 legte er das Nachfolgewerk My Christmas Grooves Again vor – ebenfalls mit 20 nationalen und internationalen Weihnachtsklassikern und zwei Eigenkompositionen. Zudem wurden Notensammlungen für Gitarre verfasst und im Hubertus Nogatz Verlag herausgebracht.
Ende 2015 wurde bei Battenstein ein Karzinom im Rachenraum festgestellt. Im Laufe des Folgejahres überwand er die Krankheit.
Im Dezember 2020 veröffentlichte Thomas Battenstein seine umfangreiche Autobiographie Einfach weitermachen, in der er in zwei Buchbänden über seine Herkunft, sein Leben und seine Musik erzählt.
Im Februar 2021 veröffentlichte Thomas Battenstein auf seinem Verlagslabel das Doppelalbum Soundtrack of My Life. Für die Produktion wurden 30 Titel aus 15 CD-Produktionen seit 1993 ausgesucht und remastert (Vol. 1: Akustik-Gitarren-Sampler, Vol. 2: E-Gitarren-Sampler).

## Rezeption
Zum Best-of-Album Light&Colours von Thomas Battenstein urteilte der Musikjournalist Hans Hoff 2008:

„Zu hören sind wunderbar perlende Gitarrenläufe, swingende instrumentale Ausflüge in die Natur der Jahreszeiten, beschwingte Touren durch einen ausgedehnten Klangkosmos zwischen Rock, Jazz, Latin und Blues.“

## Diskographie

### Mit M.E.K. Bilk
- Kein Scheuern, Kein Nachwischen (Album), Trikont (LC 4270, 1977).

### Mit NOX NOX

#### Alben
- Rockband (UP Records, LC8056, 1981).
- NOX NOX (Papagayo, LC6712, 1984).

#### Singles
- 10 vor 10 (Papagayo, LC6712, 1984).
- Urlaubsreif (Papagayo, LC6712, 1985).
- Du kannst mir vertrauen (Papagayo, LC6712, 1986).

### Solo

#### Alben
- Stille Nacht (CD 19501.1, Tomte Music, LC 06191, 1991).
- Guitaropa (CD 19502.1, Tomte Music, LC 06191, 1993).
- Ile d´Yeu (CD 19503.1, Tomte Music, LC 06191, 1994).
- Rain In Spain (CD 19505.1, Tomte Music, LC 06191, 1995).
- Quartier Latin (CD 19506.1, Tomte Music, LC 06191, 1996).
- Wintertime (CD 19507.1, Tomte Music, LC 06191, 1997).
- Blue Sunday (CD 19509.1, Tomte Music, LC 06191, 1998).
- Moments (CD 19510.1, Tomte Music, LC 06191, 1999).
- Laid Back (CD 19511.1, Tomte Music, LC 06191, 2000).
- The Rhythm Of My Heart (CD 19512.1, Tomte Music, LC 06191, 2001).
- Fetichero (CD 19513.1, Tomte Music, LC 06191, 2002).
- Microcosm (CD 19514.1, Tomte Music, LC 06191, 2003).
- Lines And Spaces (CD 19515.1, Tomte Music, LC 06191, 2004).
- Voice&Guitar (CD 19516.1, Tomte Music, LC 06191, 2005).
- Light&Colour – Best of (CD 19517.1, Tomte Music, LC 06191, 2006).
- Alles Liebe (CD 19518.1, Tomte Music, LC 06191, 2008).
- My Christmas Grooves (CD 19519.1, Tomte Music, LC 06191, 2014).
- My Christmas Grooves Again (CD 19520.1, Tomte Music, LC 06191, 2017).
- Soundtrack of My Life (Doppel-CD 19521.1, Tomte Music, LC 06191, 2021).

#### Maxi-Singles
- Latin Summer (CD 19504.1, Tomte Music, LC 06191, 1995).
- A Taste Of Holiday (CD 19508.1, Tomte Music, LC 06191, 1998).

## Publikationen
- Stille Nacht. Notensammlung. Tomte Music, Düsseldorf 1991, ISBN 3-86543-752-4.
- Corazon Español für Sologitarre. Notensammlung. Hubertus Nogatz Verlag, Essen 2010, ISBN 978-3-926440-25-9.
- Primavera, vier Stücke für zwei Gitarren. Partitur mit Gitarrenstimme. Hubertus Nogatz Verlag, Essen 2010, DNB 1026296676.
- Einfach weitermachen. Biographie. Tomte Music, Düsseldorf 2020, DNB 1233714430. Band 1: ISBN 978-3-9815-448-2-4, Band 2: ISBN 978-3-9815-448-3-1; 2. Auflage. Ebenda, 2021, identische ISBNs.